# Frankfort Football Club
Maillots
Frankfort Football Club est un club de football irlandais basé à Dublin. Le club fait partie des clubs fondateurs du championnat d'Irlande de football en 1921. Il fait partie des quatre clubs, avec YMCA, Rathmines United et Reds United Football Club qui n'a participé qu'à une seule saison du championnat d'Irlande.

## Histoire
Le Franckfort Football club est créé en 1900 dans le quartier formé par les rues de Frankfort Place/Frankfort Cottages à proximité de Amiens Street près de Connolly Station. Ces rues prennent leur nom de Lodge de Montmorency, 1ᵉʳ baron Frankfort de Montmorency.
Lors de la saison 1915-1916, Le Franckfort FC se hisse en finale de l'IFA Intermediate Cup où il est battu par l'équipe réserve du Glentoran FC.
En 1921, avec Shelbourne, Bohemian, Saint James's Gate, Dublin United, Olympia, Jacob's et YMCA, Frankfort fait partie des clubs créateurs du Championnat d'Irlande de football. Frankfort ne reste qu'une seule saison dans le championnat, car malgré une sixième place, sa licence n'est pas renouvelée pour la saison suivante.

## Palmarès
- Néant